# Darkmere
Darkmere: The Nightmare's Begun – to gra zręcznościowo-przygodowa, zaprojektowana przez grafika Marka Jonesa. 

## Fabuła
Na krainę ludzi i elfów rzucono klątwę w postaci Darkmere – czaru, który spowił cała krainę chmurą ciemności. Ciemność sprzyja złym uczynków, które w tym przypadku występują pod postacią orków, ogrów i smoków, porywających ludzi i składających ich w ofierze smokowi Enywasowi. Klątwa ma związek z królem Gildornem, który swego czasu sprzeciwił się Radzie Elfów i pomógł ludziom pokonać podobnego do Enywasa smoka. Został za to wygnany z elfiego świata i zamieszkał wśród ludzi, gdzie w tajemniczych okolicznościach poznał elfkę Berengarię, która dała mu potomka – niejakiego Ebryna. Narodziny jak i dalsze losy matki Ebryna pozostają zagadką.
Gracz wciela się w postać Ebryna, syna króla Gildorna, który poprzysiągł ojcu pokonanie zła i rozpędzenie Darkmere. Do przejścia są trzy etapy: miasto elfów, las oraz jaskinie.
Grafika utrzymana jest w konwencji izometrycznej, bogata w dużą liczbę szczegółów.